# (1724) Vladimir
(1724) Vladimir es un asteroide que forma parte del cinturón de asteroides y fue descubierto por Eugène Joseph Delporte desde el Real Observatorio de Bélgica, Uccle, el 28 de febrero de 1932.

## Designación y nombre
Vladimir se designó al principio como 1932 DC.
Más adelante fue nombrado así en honor de un nieto del astrónomo yugoslavo Milorad Protitch quien, en 1952, redescubrió este objeto.

## Características orbitales
Vladimir está situado a una distancia media del Sol de 2,712 ua, pudiendo acercarse hasta 2,56 ua. Su inclinación orbital es 12,24° y la excentricidad 0,0559. Emplea 1631 días en completar una órbita alrededor del Sol.